# Османско-персијски ратови
Османско-персијски ратови су били серија турско-иранских сукоба између Османског царства и Сафавидске, Афшаридске, Зандске и Каџарске Персије између 16. и 19. века.

## Списак
| Рат                        | Османски султан        | Персијски шах             | Мировни споразум       | Победник         |
| -------------------------- | ---------------------- | ------------------------- | ---------------------- | ---------------- |
| Битка код Чалдирана (1514) | Селим I                | Исмаил I                  | нема                   | Османско царство |
| Рат 1532–1555              | Сулејман Величанствени | Тахмасп I                 | Мир у Амасији (1555)   | Османско царство |
| Рат 1578–1590              | Мурат III              | Мухамед Кодабанда, Абас I | Цариградски мир (1590) | Османско царство |
| Рат 1603–1618              | Ахмед I                | Абас I                    | Мир Насух паше (1612)  | Сафавиди         |
| Рат 1623–1639              | Мурат IV               | Абас I, Сафи              | Мир у Зухабу (1639)    | Османско царство |
| Рат 1730–1735              | Махмуд I               | Абас III, Надир шах       | Цариградски мир (1736) | Афшариди         |
| Рат 1743–1746              | Махмуд I               | Надир шах                 | Мир у Кедрену (1746)   | Неизвесно        |
| Рат 1775–1776              | Абдул Хамид I          | Карим кан Занд            | нема                   | Персија          |
| Рат 1821–1823              | Махмуд II              | Фатех Али шах Каџар       | Мир у Ерзуруму (1823)  | неизвесно        |